# Typhula hollandii
Typhula hollandii är en svampart som beskrevs av D.A. Reid 1965. Typhula hollandii ingår i släktet Typhula och familjen trådklubbor.   Inga underarter finns listade i Catalogue of Life.